# کینتر (آریزونا)
کینتر (به انگلیسی: Kinter) یک منطقهٔ مسکونی در ایالات متحده آمریکا است که در آریزونا واقع شده‌است. کینتر ۵۶ متر بالاتر از سطح دریا واقع شده‌است.